# Phegeus (Sohn des Alpheios)
Phegeus (altgriechisch Φηγεύς Phēgeús) ist in der griechischen Mythologie ein Sohn des Alpheios und König von Phegeia in Arkadien, das vorher unter den Namen Erymanthos und nach ihm als Psophis bekannt war.
Phegeus ist der Vater von Arsinoë (oder Alphesiboia) und den Söhnen Pronoos und Agenor laut der Bibliotheke des Apollodor oder Temenos und Axion nach Pausanias. Laut Herodot ist auch Eeropos (oder Aëropos) der Sohn des Phegeus und Echemos, der den Heraklessohn Hyllos im Zweikampf tötet, somit sein Enkel.
Als Alkmaion, der Sohn des Amphiaraos, nach dem Mord an seiner Mutter Eriphyle von den Erinnyen verfolgt wird, gelangt er auf der Flucht zu Phegeus, der ihn wegen des Muttermordes entsühnt. Alkmaion lässt sich in Phegeia nieder und heiratet Arsinoë, der er das Halsband und den Peplos der Harmonia schenkt – fluchbeladene Gegenstände, die die zum Mord an seiner Mutter führenden Verwicklungen einleiteten. Seine Heirat mit der Tochter des Phegeus wurde auch von Euripides in dessen Tragödie Alkmaion in Psophis verarbeitet. Von Apollon weiter getrieben, verlässt Alkmaion des Phegeus Land und heiratet die Najade Kallirrhoë, Tochter des Flussgottes Acheloos. Um ihr die Kleinodien Harmonias zu schenken, kehrt er nach Phegeia zurück, und unter dem Vorwand, für seine endgültige Heilung die Gegenstände in Delphi dem Apollon zu weihen, erbittet und erhält er Harmonias Halsband und Peplos zurück. Als der Betrug auffliegt, schickt Phegeus seine Söhne aus, Alkmaion zu töten, oder tötet ihn selbst.
Um den Tod ihres Gatten schnell rächen zu können, bittet Kallirrhoë bei Zeus darum, ihre Söhne Amphoteros und Akarnan schnell erwachsen werden zu lassen. Der Bitte wird entsprochen und die Söhne ziehen aus, töten zunächst des Phegeus Söhne und schließlich Phegeus selbst nebst seiner Gemahlin. Laut zweier schlecht überlieferter Stellen bei Hygin tötete Phegeus außerdem seinen Schwiegersohn, einen Eurypylos, oder seine Enkelin, die Tochter seiner Tochter Alphesiboia.
Im certamen Homeri et Hesiodi wird Hesiod am Hofe des Phegeus von dessen Söhnen Amphiphanes und Ganyktor ermordet und ins Meer geworfen, weil er ein Verhältnis mit deren Schwester gehabt haben soll.